# Lilla Rullesjön
Lilla Rullesjön är en sjö i Ale kommun i Västergötland och ingår i Göta älvs huvudavrinningsområde. Sjön är 15,4 meter djup, har en yta på 0,032 kvadratkilometer och är belägen 140 meter över havet. Sjön ligger i naturreservatet Risvedens vildmark och avvattnas av Råttån som via Forsån rinner ut i Grönån sydväst om Skepplanda.